# 미국의 과학자 목록
이 문서는 미국 과학자의 목록 문서이다. 성(family name)의 알파벳 순으로 정렬되어 있다.

## A–B
- 린다 B. 벅

## C
- 마틴 챌피

## D–F
- 월터 댄디
- 토머스 에디슨
- 다이앤 포시
- 벤저민 프랭클린

## G
- 대니얼 칼턴 가이듀섹
- 앨버트 기오소
- 템플 그랜딘
- 캐럴 그라이더

## H–J
- 앨프리드 허시
- 그레이스 호퍼

## K–L
- 찰스 K. 가오
- 에드워드 캐스너
- 브라이언 코빌카
- 토머스 쿤
- 스테퍼니 퀄렉
- 새뮤얼 피어폰트 랭글리
- 어빙 랭뮤어

## M–N
- 바버라 매클린톡
- 린 마굴리스
- 안토니오 메우치
- 위르겐 모저

## O–Q
- 랜디 포시
- 제이컵 퍼킨스
- 앨런 펄리스
- 윌리엄 대니얼 필립스
- 조지프 프리스틀리

## R
- 그로트 레버

## S
- 마이클 셔머
- 클리퍼드 슐
- 찰스 프로테우스 스타인메츠

## T–V
- 럼퍼드 백작 벤저민 톰프슨
- 닐 디그래스 타이슨

## W–Z
- 제임스 D. 왓슨
- 칼 워즈

## 같이 보기
- 과학자의 목록